# Copa Hopman 2017
La Hopman Cup XXIX correspon a la 29a edició de la Copa Hopman de tennis entre països. Vuit països participen en el Grup Mundial amb equips mixtos, una dona i un home. Aquesta edició es va disputar entre l'1 i el 7 de gener de 2017 al Perth Arena de Perth, Austràlia, sobre pista dura interior.
L'equip francès, format per Kristina Mladenovic i Richard Gasquet, va guanyar per segona ocasió aquest títol (2014).

## Equips
Equips que participen en el torneig:
| - Alemanya − Andrea Petkovic / Alexander Zverev - Austràlia − Daria Gavrilova / Nick Kyrgios - Espanya − Lara Arruabarrena / Feliciano López - Estats Units − Coco Vandeweghe / Jack Sock | - França − Kristina Mladenovic / Richard Gasquet - Regne Unit − Heather Watson / Daniel Evans - Suïssa − Belinda Bencic / Roger Federer - Txèquia − Petra Kvitová Lucie Hradecká / Adam Pavlasek |

## Grup A

### Classificació
| Pos. | País       | V | D | Partits | Sets   | Jocs     |
| ---- | ---------- | - | - | ------- | ------ | -------- |
| 1    | França     | 3 | 0 | 7 − 2   | 14 − 6 | 88 − 78  |
| 2    | Suïssa     | 2 | 1 | 6 − 3   | 14 − 7 | 104 − 78 |
| 3    | Alemanya   | 1 | 2 | 3 − 6   | 8 − 11 | 81 − 80  |
| 4    | Regne Unit | 0 | 3 | 1 − 8   | 4 − 16 | 64 − 101 |

### Partits

#### França vs. Alemanya
| · França · 2 | Perth Arena, Perth, Austràlia 2 de gener de 2017 Dura interior | Perth Arena, Perth, Austràlia 2 de gener de 2017 Dura interior           | · Alemanya · 1 |     |   |  |
| \| \| \| \| 1 \| 2 \| 3 \| \| \| - \| ----------------- \| ------------------------------------------------------------------------ \| --- \| --- \| - \| \| \| 1 \| França · Alemanya \| Kristina Mladenovic Andrea Petkovic \| 2 6 \| 1 6 \| \| \| \| 2 \| França · Alemanya \| Richard Gasquet Alexander Zverev \| 7 5 \| 6 3 \| \| \| \| 3 \| França · Alemanya \| Kristina Mladenovic / Richard Gasquet Andrea Petkovic / Alexander Zverev \| 4 2 \| 4 1 \| \| \| |                                                                |                                                                          |                |     |   |  |
| |                                                                |                                                                          | 1              | 2   | 3 |  |
| 1 | França · Alemanya                                              | Kristina Mladenovic Andrea Petkovic                                      | 2 6            | 1 6 |   |  |
| 2 | França · Alemanya                                              | Richard Gasquet Alexander Zverev                                         | 7 5            | 6 3 |   |  |
| 3 | França · Alemanya                                              | Kristina Mladenovic / Richard Gasquet Andrea Petkovic / Alexander Zverev | 4 2            | 4 1 |   |  |

#### Suïssa vs. Regne Unit
| · Suïssa · 3 | Perth Arena, Perth, Austràlia 2 de gener de 2017 Dura interior | Perth Arena, Perth, Austràlia 2 de gener de 2017 Dura interior | · Regne Unit · 0 |     |     |  |
| \| \| \| \| 1 \| 2 \| 3 \| \| \| - \| ------------------- \| ------------------------------------------------------------ \| --- \| --- \| --- \| \| \| 1 \| Suïssa · Regne Unit \| Roger Federer Daniel Evans \| 6 3 \| 6 4 \| \| \| \| 2 \| Suïssa · Regne Unit \| Belinda Bencic Heather Watson \| 7 5 \| 3 6 \| 6 2 \| \| \| 3 \| Suïssa · Regne Unit \| Belinda Bencic / Roger Federer Heather Watson / Daniel Evans \| 4 0 \| 4 1 \| \| \| |                                                                |                                                                |                  |     |     |  |
| |                                                                |                                                                | 1                | 2   | 3   |  |
| 1 | Suïssa · Regne Unit                                            | Roger Federer Daniel Evans                                     | 6 3              | 6 4 |     |  |
| 2 | Suïssa · Regne Unit                                            | Belinda Bencic Heather Watson                                  | 7 5              | 3 6 | 6 2 |  |
| 3 | Suïssa · Regne Unit                                            | Belinda Bencic / Roger Federer Heather Watson / Daniel Evans   | 4 0              | 4 1 |     |  |

#### França vs. Regne Unit
| · França · 3 | Perth Arena, Perth, Austràlia 4 de gener de 2017 Dura interior | Perth Arena, Perth, Austràlia 4 de gener de 2017 Dura interior      | · Regne Unit · 0 |      |     |  |
| \| \| \| \| 1 \| 2 \| 3 \| \| \| - \| ------------------- \| ------------------------------------------------------------------- \| ---- \| ---- \| --- \| \| \| 1 \| França · Regne Unit \| Kristina Mladenovic Heather Watson \| 6 4 \| 5 7 \| 6 3 \| \| \| 2 \| França · Regne Unit \| Richard Gasquet Daniel Evans \| 6 4 \| 6 2 \| \| \| \| 3 \| França · Regne Unit \| Kristina Mladenovic / Richard Gasquet Heather Watson / Daniel Evans \| 4 34 \| 4 3² \| \| \| |                                                                |                                                                     |                  |      |     |  |
| |                                                                |                                                                     | 1                | 2    | 3   |  |
| 1 | França · Regne Unit                                            | Kristina Mladenovic Heather Watson                                  | 6 4              | 5 7  | 6 3 |  |
| 2 | França · Regne Unit                                            | Richard Gasquet Daniel Evans                                        | 6 4              | 6 2  |     |  |
| 3 | França · Regne Unit                                            | Kristina Mladenovic / Richard Gasquet Heather Watson / Daniel Evans | 4 34             | 4 3² |     |  |

#### Suïssa vs. Alemanya
| · Suïssa · 2 | Perth Arena, Perth, Austràlia 4 de gener de 2017 Dura interior | Perth Arena, Perth, Austràlia 4 de gener de 2017 Dura interior    | · Alemanya · 1 |      |      |  |
| \| \| \| \| 1 \| 2 \| 3 \| \| \| - \| ----------------- \| ----------------------------------------------------------------- \| ---- \| ---- \| ---- \| \| \| 1 \| Suïssa · Alemanya \| Roger Federer Alexander Zverev \| 6¹ 7 \| 7 64 \| 64 7 \| \| \| 2 \| Suïssa · Alemanya \| Belinda Bencic Andrea Petkovic \| 6 3 \| 6 4 \| \| \| \| 3 \| Suïssa · Alemanya \| Belinda Bencic / Roger Federer Andrea Petkovic / Alexander Zverev \| 4 1 \| 4 2 \| \| \| |                                                                |                                                                   |                |      |      |  |
| |                                                                |                                                                   | 1              | 2    | 3    |  |
| 1 | Suïssa · Alemanya                                              | Roger Federer Alexander Zverev                                    | 6¹ 7           | 7 64 | 64 7 |  |
| 2 | Suïssa · Alemanya                                              | Belinda Bencic Andrea Petkovic                                    | 6 3            | 6 4  |      |  |
| 3 | Suïssa · Alemanya                                              | Belinda Bencic / Roger Federer Andrea Petkovic / Alexander Zverev | 4 1            | 4 2  |      |  |

#### Alemanya vs. Regne Unit
| · Alemanya · 2 | Perth Arena, Perth, Austràlia 6 de gener de 2017 Dura interior | Perth Arena, Perth, Austràlia 6 de gener de 2017 Dura interior   | · Regne Unit · 1 |      |   |  |
| \| \| \| \| 1 \| 2 \| 3 \| \| \| - \| --------------------- \| ---------------------------------------------------------------- \| --- \| ---- \| - \| \| \| 1 \| Alemanya · Regne Unit \| Heather Watson Andrea Petkovic \| 6 2 \| 7 63 \| \| \| \| 2 \| Alemanya · Regne Unit \| Daniel Evans Alexander Zverev \| 4 6 \| 2 6 \| \| \| \| 3 \| Alemanya · Regne Unit \| Heather Watson / Daniel Evans Andrea Petkovic / Alexander Zverev \| 2 4 \| 2 4 \| \| \| |                                                                |                                                                  |                  |      |   |  |
| |                                                                |                                                                  | 1                | 2    | 3 |  |
| 1 | Alemanya · Regne Unit                                          | Heather Watson Andrea Petkovic                                   | 6 2              | 7 63 |   |  |
| 2 | Alemanya · Regne Unit                                          | Daniel Evans Alexander Zverev                                    | 4 6              | 2 6  |   |  |
| 3 | Alemanya · Regne Unit                                          | Heather Watson / Daniel Evans Andrea Petkovic / Alexander Zverev | 2 4              | 2 4  |   |  |

#### Suïssa vs. França
| · Suïssa · 1 | Perth Arena, Perth, Austràlia 6 de gener de 2017 Dura interior | Perth Arena, Perth, Austràlia 6 de gener de 2017 Dura interior       | · França · 2 |     |     |  |
| \| \| \| \| 1 \| 2 \| 3 \| \| \| - \| --------------- \| -------------------------------------------------------------------- \| --- \| --- \| --- \| \| \| 1 \| Suïssa · França \| Roger Federer Richard Gasquet \| 6 1 \| 6 4 \| \| \| \| 2 \| Suïssa · França \| Belinda Bencic Kristina Mladenovic \| 4 6 \| 6 2 \| 3 6 \| \| \| 3 \| Suïssa · França \| Belinda Bencic / Roger Federer Kristina Mladenovic / Richard Gasquet \| 2 4 \| 2 4 \| \| \| |                                                                |                                                                      |              |     |     |  |
| |                                                                |                                                                      | 1            | 2   | 3   |  |
| 1 | Suïssa · França                                                | Roger Federer Richard Gasquet                                        | 6 1          | 6 4 |     |  |
| 2 | Suïssa · França                                                | Belinda Bencic Kristina Mladenovic                                   | 4 6          | 6 2 | 3 6 |  |
| 3 | Suïssa · França                                                | Belinda Bencic / Roger Federer Kristina Mladenovic / Richard Gasquet | 2 4          | 2 4 |     |  |

## Grup B

### Classificació
| Pos. | País         | V | D | Partits | Sets    | Jocs     |
| ---- | ------------ | - | - | ------- | ------- | -------- |
| 1    | Estats Units | 3 | 0 | 8 − 1   | 17 − 6  | 110 − 77 |
| 2    | Espanya      | 2 | 1 | 4 − 5   | 10 − 10 | 84 − 83  |
| 3    | Txèquia      | 1 | 2 | 3 − 6   | 8 − 14  | 88 − 101 |
| 4    | Austràlia    | 0 | 3 | 3 − 6   | 8 − 13  | 79 − 98  |

### Partits

#### República Txeca vs. Estats Units
| · República Txeca · 0 | Perth Arena, Perth, Austràlia 1 de gener de 2017 Dura interior | Perth Arena, Perth, Austràlia 1 de gener de 2017 Dura interior | · Estats Units · 3 |     |     |  |
| \| \| \| \| 1 \| 2 \| 3 \| \| \| - \| ------------------------------ \| ---------------------------------------------------------- \| --- \| --- \| --- \| \| \| 1 \| República Txeca · Estats Units \| Lucie Hradecká Coco Vandeweghe \| 4 6 \| 2 6 \| \| \| \| 2 \| República Txeca · Estats Units \| Adam Pavlasek Jack Sock \| 5 7 \| 6 3 \| 3 6 \| \| \| 3 \| República Txeca · Estats Units \| Lucie Hradecká / Adam Pavlasek Coco Vandeweghe / Jack Sock \| 4 2 \| 2 4 \| 1 4 \| \| |                                                                |                                                                |                    |     |     |  |
| |                                                                |                                                                | 1                  | 2   | 3   |  |
| 1 | República Txeca · Estats Units                                 | Lucie Hradecká Coco Vandeweghe                                 | 4 6                | 2 6 |     |  |
| 2 | República Txeca · Estats Units                                 | Adam Pavlasek Jack Sock                                        | 5 7                | 6 3 | 3 6 |  |
| 3 | República Txeca · Estats Units                                 | Lucie Hradecká / Adam Pavlasek Coco Vandeweghe / Jack Sock     | 4 2                | 2 4 | 1 4 |  |

#### Austràlia vs. Espanya
| · Austràlia · 1 | Perth Arena, Perth, Austràlia 1 de gener de 2017 Dura interior | Perth Arena, Perth, Austràlia 1 de gener de 2017 Dura interior     | · Espanya · 2 |     |   |  |
| \| \| \| \| 1 \| 2 \| 3 \| \| \| - \| ------------------- \| ------------------------------------------------------------------ \| --- \| --- \| - \| \| \| 1 \| Austràlia · Espanya \| Nick Kyrgios Feliciano López \| 6 3 \| 6 4 \| \| \| \| 2 \| Austràlia · Espanya \| Daria Gavrilova Lara Arruabarrena \| 5 7 \| 1 6 \| \| \| \| 3 \| Austràlia · Espanya \| Daria Gavrilova / Nick Kyrgios Lara Arruabarrena / Feliciano López \| 0 4 \| 2 4 \| \| \| |                                                                |                                                                    |               |     |   |  |
| |                                                                |                                                                    | 1             | 2   | 3 |  |
| 1 | Austràlia · Espanya                                            | Nick Kyrgios Feliciano López                                       | 6 3           | 6 4 |   |  |
| 2 | Austràlia · Espanya                                            | Daria Gavrilova Lara Arruabarrena                                  | 5 7           | 1 6 |   |  |
| 3 | Austràlia · Espanya                                            | Daria Gavrilova / Nick Kyrgios Lara Arruabarrena / Feliciano López | 0 4           | 2 4 |   |  |

#### Estats Units vs. Espanya
| · Estats Units · 3 | Perth Arena, Perth, Austràlia 3 de gener de 2017 Dura interior | Perth Arena, Perth, Austràlia 3 de gener de 2017 Dura interior  | · Espanya · 0 |      |      |  |
| \| \| \| \| 1 \| 2 \| 3 \| \| \| - \| ---------------------- \| --------------------------------------------------------------- \| --- \| ---- \| ---- \| \| \| 1 \| Estats Units · Espanya \| Coco Vandeweghe Lara Arruabarrena \| 6 2 \| 6 4 \| \| \| \| 2 \| Estats Units · Espanya \| Jack Sock Feliciano López \| 3 6 \| 6 2 \| 6 3 \| \| \| 3 \| Estats Units · Espanya \| Coco Vandeweghe / Jack Sock Lara Arruabarrena / Feliciano López \| 4 3 \| 3² 4 \| 4 3² \| \| |                                                                |                                                                 |               |      |      |  |
| |                                                                |                                                                 | 1             | 2    | 3    |  |
| 1 | Estats Units · Espanya                                         | Coco Vandeweghe Lara Arruabarrena                               | 6 2           | 6 4  |      |  |
| 2 | Estats Units · Espanya                                         | Jack Sock Feliciano López                                       | 3 6           | 6 2  | 6 3  |  |
| 3 | Estats Units · Espanya                                         | Coco Vandeweghe / Jack Sock Lara Arruabarrena / Feliciano López | 4 3           | 3² 4 | 4 3² |  |

#### Austràlia vs. República Txeca
| · Austràlia · 1 | Perth Arena, Perth, Austràlia 3 de gener de 2017 Dura interior | Perth Arena, Perth, Austràlia 3 de gener de 2017 Dura interior | · República Txeca · 2 |      |     |  |
| \| \| \| \| 1 \| 2 \| 3 \| \| \| - \| --------------------------- \| ------------------------------------------------------------- \| ---- \| ---- \| --- \| \| \| 1 \| Austràlia · República Txeca \| Nick Kyrgios Adam Pavlasek \| 7 5 \| 6 4 \| \| \| \| 2 \| Austràlia · República Txeca \| Daria Gavrilova Lucie Hradecká \| 6 4 \| 4 6 \| 4 6 \| \| \| 3 \| Austràlia · República Txeca \| Daria Gavrilova / Nick Kyrgios Lucie Hradecká / Adam Pavlasek \| 4 3¹ \| 3¹ 4 \| 2 4 \| \| |                                                                |                                                                |                       |      |     |  |
| |                                                                |                                                                | 1                     | 2    | 3   |  |
| 1 | Austràlia · República Txeca                                    | Nick Kyrgios Adam Pavlasek                                     | 7 5                   | 6 4  |     |  |
| 2 | Austràlia · República Txeca                                    | Daria Gavrilova Lucie Hradecká                                 | 6 4                   | 4 6  | 4 6 |  |
| 3 | Austràlia · República Txeca                                    | Daria Gavrilova / Nick Kyrgios Lucie Hradecká / Adam Pavlasek  | 4 3¹                  | 3¹ 4 | 2 4 |  |

#### República Txeca vs. Espanya
| · República Txeca · 1 | Perth Arena, Perth, Austràlia 5 de gener de 2017 Dura interior | Perth Arena, Perth, Austràlia 5 de gener de 2017 Dura interior     | · Espanya · 2 |     |   |  |
| \| \| \| \| 1 \| 2 \| 3 \| \| \| - \| ------------------------- \| ------------------------------------------------------------------ \| ---- \| --- \| - \| \| \| 1 \| República Txeca · Espanya \| Lucie Hradecká Lara Arruabarrena \| 6 2 \| 6 4 \| \| \| \| 2 \| República Txeca · Espanya \| Adam Pavlasek Feliciano López \| 6⁵ 7 \| 4 6 \| \| \| \| 3 \| República Txeca · Espanya \| Lucie Hradecká / Adam Pavlasek Lara Arruabarrena / Feliciano López \| 2 4 \| 1 4 \| \| \| |                                                                |                                                                    |               |     |   |  |
| |                                                                |                                                                    | 1             | 2   | 3 |  |
| 1 | República Txeca · Espanya                                      | Lucie Hradecká Lara Arruabarrena                                   | 6 2           | 6 4 |   |  |
| 2 | República Txeca · Espanya                                      | Adam Pavlasek Feliciano López                                      | 6⁵ 7          | 4 6 |   |  |
| 3 | República Txeca · Espanya                                      | Lucie Hradecká / Adam Pavlasek Lara Arruabarrena / Feliciano López | 2 4           | 1 4 |   |  |

#### Austràlia vs. Estats Units
| · Austràlia · 1 | Perth Arena, Perth, Austràlia 5 de gener de 2017 Dura interior | Perth Arena, Perth, Austràlia 5 de gener de 2017 Dura interior | · Estats Units · 2 |     |     |  |
| \| \| \| \| 1 \| 2 \| 3 \| \| \| - \| ------------------------ \| -------------------------------------------------------- \| --- \| --- \| --- \| \| \| 1 \| Austràlia · Estats Units \| Nick Kyrgios Jack Sock \| 2 6 \| 2 6 \| \| \| \| 2 \| Austràlia · Estats Units \| Daria Gavrilova Coco Vandeweghe \| 6 3 \| 4 6 \| 7 5 \| \| \| 3 \| Austràlia · Estats Units \| Daria Gavrilova / Matt Ebden Coco Vandeweghe / Jack Sock \| 1 4 \| 1 4 \| \| \| |                                                                |                                                                |                    |     |     |  |
| |                                                                |                                                                | 1                  | 2   | 3   |  |
| 1 | Austràlia · Estats Units                                       | Nick Kyrgios Jack Sock                                         | 2 6                | 2 6 |     |  |
| 2 | Austràlia · Estats Units                                       | Daria Gavrilova Coco Vandeweghe                                | 6 3                | 4 6 | 7 5 |  |
| 3 | Austràlia · Estats Units                                       | Daria Gavrilova / Matt Ebden Coco Vandeweghe / Jack Sock       | 1 4                | 1 4 |     |  |

- Nick Kyrgios fou substituït per Matt Ebden a causa d'una lesió.

## Final
| · França · 2 | Perth Arena, Perth, Austràlia 7 de gener de 2017 Dura interior | Perth Arena, Perth, Austràlia 7 de gener de 2017 Dura interior    | · Estats Units · 1 |     |      |  |
| \| \| \| \| 1 \| 2 \| 3 \| \| \| - \| --------------------- \| ----------------------------------------------------------------- \| --- \| --- \| ---- \| \| \| 1 \| França · Estats Units \| Richard Gasquet Jack Sock \| 6 3 \| 5 7 \| 7 6⁶ \| \| \| 2 \| França · Estats Units \| Kristina Mladenovic Coco Vandeweghe \| 4 6 \| 5 7 \| \| \| \| 3 \| França · Estats Units \| Kristina Mladenovic / Richard Gasquet Coco Vandeweghe / Jack Sock \| 4 1 \| 4 3 \| \| \| |                                                                |                                                                   |                    |     |      |  |
| |                                                                |                                                                   | 1                  | 2   | 3    |  |
| 1 | França · Estats Units                                          | Richard Gasquet Jack Sock                                         | 6 3                | 5 7 | 7 6⁶ |  |
| 2 | França · Estats Units                                          | Kristina Mladenovic Coco Vandeweghe                               | 4 6                | 5 7 |      |  |
| 3 | França · Estats Units                                          | Kristina Mladenovic / Richard Gasquet Coco Vandeweghe / Jack Sock | 4 1                | 4 3 |      |  |